# Persone di nome Vittorio/Calciatori
| Questa pagina contiene informazioni ricavate automaticamente dalle voci biografiche con l'ausilio del template Bio e di un bot. L'aggiornamento è periodico e automatico e ricostruisce completamente la pagina. Se manca una persona in questa lista, sei pregato di non aggiungerla, ma accertati piuttosto che la sua voce biografica contenga il template Bio e che i dati anagrafici siano correttamente compilati. Se il template Bio manca, inseriscilo tu stesso o, in alternativa, metti l'avviso {{tmp\|Bio}} che ne segnala la mancanza. Se i dati riportati sono sbagliati, correggi direttamente la voce biografica; le modifiche saranno visibili in questa lista entro pochi giorni. Per chiarimenti vedi il progetto antroponimi. La lista contiene solo le 55 persone che sono citate nell'enciclopedia e per le quali è stato implementato correttamente il template Bio. Pagina aggiornata al 22 lug 2025. |

Questa è una lista di persone presenti nell'enciclopedia che hanno il nome Vittorio e sono calciatori.

## A(3)
- Vittorio Alfieri, calciatore italiano (Cava de' Tirreni, n. 1911)
- Vittorio Ansaldo, calciatore italiano (Genova, n. 1907 - Genova, † 1990)
- Vittorio Ansaldo, calciatore italiano

## B(5)
- Vittorio Barberis, calciatore e allenatore di calcio italiano (Omegna, n. 1918)
- Vittorio Benelle, calciatore italiano (Battaglia, n. 1915 - Padova, † 2003)
- Vittorio Bergamo, calciatore e allenatore di calcio italiano (Roveredo in Piano, n. 1922 - Biella, † 2011)
- Vittorio Bissi, calciatore e allenatore di calcio italiano (Piacenza, n. 1937 - Piacenza, † 2019)
- Vittorio Bonello, calciatore e allenatore di calcio italiano (Messina, n. 1905 - Cagliari, † 1982)

## C(7)
- Vittorio Caporale, ex calciatore italiano (Moimacco, n. 1947)
- Vittorio Carioli, calciatore italiano (Treviglio, n. 1943 - Monza, † 1991)
- Vittorio Casaretti, calciatore italiano (Trecasali, n. 1922)
- Vittorio Casati, calciatore e allenatore di calcio italiano (Fornovo San Giovanni, n. 1903)
- Vittorio Coccia, calciatore e allenatore di calcio italiano (Vasto, n. 1918 - Vasto, † 1982)
- Vittorio Cristini, calciatore italiano (Sora, n. 1928 - Sora, † 1974)
- Vittorio Crociara, calciatore, allenatore di calcio e dirigente sportivo italiano (Mesola, n. 1941 - Pontinia, † 2023)

## D(1)
- Vittorio Dagianti, calciatore e allenatore di calcio italiano (Roma, n. 1919 - Teramo, † 1994)

## E(2)
- Vittorio Erba, calciatore italiano (Busto Arsizio, n. 1914)
- Vittorio Ercoli, ex calciatore italiano (Empoli, n. 1929)

## F(2)
- Vittorio Faroppa, calciatore e allenatore di calcio italiano (Torino, n. 1887 - Torino, † 1958)
- Vittorio Florio, calciatore italiano (Vercelli, n. 1902)

## G(4)
- Vittorio Ghiandi, calciatore italiano (Genova, n. 1927 - Genova, † 2010)
- Vittorio Ghirlanda, calciatore italiano (Marina di Carrara, n. 1919 - Carrara, † 1985)
- Vittorio Godigna, calciatore e allenatore di calcio italiano (Pola, n. 1908)
- Vittorio Grilli, calciatore italiano (Milano, n. 1909)

## I(1)
- Vittorio Insanguine, ex calciatore italiano (Monopoli, n. 1967)

## M(5)
- Vittorio Marini, ex calciatore italiano (Montréal, n. 1954)
- Vittorio Mero, calciatore italiano (Vercelli, n. 1974 - Rovato, † 2002)
- Vittorio Micolucci, ex calciatore italiano (Giulianova, n. 1983)
- Vittorio Mosa, calciatore italiano (Ravanusa, n. 1945 - Tiuccia, † 2009)
- Vittorio Mosele, calciatore e allenatore di calcio italiano (Thiene, n. 1912 - Salerno, † 1982)

## O(1)
- Vittorio Onofri, calciatore italiano

## P(8)
- Vittorio Parigini, calciatore italiano (Moncalieri, n. 1996)
- Vittorio Pasti, calciatore italiano (Bologna, n. 1908)
- Vittorio Pelvi, calciatore italiano (Milano, n. 1896 - Milano, † 1949)
- Vittorio Pepoli, calciatore rumeno (Arad, n. 1911)
- Vittorio Pinciarelli, ex calciatore italiano (Notaresco, n. 1972)
- Vittorio Porta, calciatore italiano
- Vittorio Pozzo, calciatore, allenatore di calcio e giornalista italiano (Torino, n. 1886 - Torino, † 1968)
- Vittorio Profumo, calciatore italiano (Genova, n. 1911)

## R(5)
- Vittorio Ramello, calciatore italiano (Asti, n. 1902 - Torino, † 1978)
- Vittorio Redaelli, calciatore italiano (Milano, n. 1908)
- Vittorio Regeni, ex calciatore italiano (Udine, n. 1938)
- Vittorio Rizzi, calciatore italiano (Brescia, n. 1902 - † 1966)
- Vittorio Rovelli, calciatore italiano (Renate, n. 1916 - Milano, † 1996)

## S(4)
- Vittorio Sardelli, calciatore italiano (Borgo Val di Taro, n. 1918 - Recco, † 2000)
- Vittorio Scacchetti, calciatore italiano (La Spezia, n. 1902)
- Vittorio Schiavi, calciatore italiano (Clusone, n. 1916 - Torino, † 2005)
- Vittorio Staccione, calciatore italiano (Torino, n. 1904 - Gusen, † 1945)

## T(2)
- Vittorio Taddia, ex calciatore italiano (Pieve di Cento, n. 1937)
- Vittorio Torti, calciatore italiano (Varese, n. 1912)

## V(1)
- Vittorio Valentini, ex calciatore sammarinese (n. 1973)

## Z(4)
- Vittorio Zampedri, calciatore italiano (Brescia, n. 1911 - Russia, † 1943)
- Vittorio Zanetti, calciatore e allenatore di calcio italiano (Forlì, n. 1943 - Cesena, † 2019)
- Vittorio Zennaro, calciatore italiano
- Vittorio Zorzoli, calciatore italiano (Sali Vercellese, n. 1895 - Milano, † 1962)